# Любомир Каролеев
Любомир Каролеев (18 юни 1929 – 18 януари 1995) е български диригент.

## Биография
Любомир Каролеев е роден в София. Дипломира се със специалност „пиано“ при проф. Мара Петкова, а по-късно завършва и първия в България клас по хорово дирижиране на проф. Георги Димитров в Музикалната академия. През 1959 година започва да работи като втори диригент на хора на Софийската опера. През 1968 година е назначен за главен диригент на хора. Остава негов ръководител 23 години. Паралелно с това дирижира и хор „Кавал“.
Получава два пъти предложения за работа в чужбина – от Музикалната академия „Санта Чечилия“ в Рим и от операта в Анкара. Отказва и двата пъти, заради желанието си да остане в България.
Любомир Каролеев е единственият български диригент, работил няколко години подред със световноизвестния Херберт фон Караян. По лично настояване на маестро Караян хорът на Софийската опера е поканен през 1979 година за участие в летния музикален фестивал в Залцбург. Следват още четири покани – съответно през 1980, 1984, 1985 и 1986 година. Караян е убеден, че ръководеният от Каролеев хор е „уникално добър“. Когато през 1983 година маестрото идва за първи и единствен път в България, заедно с Виенската филхармония, не един и двама диригенти започват да му предлагат своите хорове за бъдеща съвместна работа в Залцбург. Караян отсича, че иска „онзи диригент с брадичката“, визирайки Каролеев.
След едно от поредните участия на фестивал в Залцбург Николай Гяуров казва, че хористите на Софийската опера са „феноменални“.
Освен с Херберт фон Караян, хорът на Софийската опера работи още с диригенти като Рикардо Мути, Рикардо Шаи, Пиеро Фаджони. Излиза на една сцена с певци като Хосе Карерас, Пласидо Доминго, Пиеро Капучили, Монсерат Кабайе, Мирела Френи. Участва в концерти и записи с Виенската и Берлинската филхармония. Известни музикални къщи в света ползват услугите на хора на операта, под диригентството на Любомир Каролеев, за редица аудио и видео записи.